# Алкиона
Алкиона (стгрч. Ἁλκυών, Halkuṓn) у грчкој митологији једна од седам Плејада, кћерки Атласа и Плијоне, кћерке Океана и Тетиде.

## Митологија
Када су њихове посестриме Хијаде умрле од туге за својим мртвим братом Хијантом, одузелу су себи живот од жалости, а бог Зевс их је све претворио у звезде, а било их је седам сестара Плејада:
- Маја
- Меропа
- Електра
- Тајгета
- Алкиона
- Келено
- Стеропа

Алкиону, коју су звали и „краљица која штити од зла (олује)“ је напаствовао бог Посејдон и родила је Хереја, Хиперенора и Етузу.